# كيمامان
كيمامان هو ميناء بحري رئيسي يقع على الساحل الشرقي لماليزيا في منطقة كيمامان الواقعة جنوب ولاية ترغكانو . تشوكاي هي أقرب مدينة إلى الميناء و تقع جنوبي غرب الميناء و تبعد عنه حوالي 11 كم .
يقع الميناء إلى الشمال من مصب نهر كيمامان .

## المقدمة
يعتمد اقتصاد منطقة كيمامان بشكل أساسي على الصناعات المرتبطة بالغاز و النفط والصلب، كان اكتشاف شركة بتروناس لحقول النفط و الغاز البحرية في الثمانينيات عاملاً رئيسياً في تطور هذه الصناعات في المنطقة .
كما يعتبر الميناء مركزاً لصيد و تصنيع و تصدير الأسماك المملحة و التي يدير أعمالها ماليزيون من أصول صينية .

## الوصف
يتكون الميناء من ثلاثة أرصفة و هي الرصيف الشرقي و الرصيف الغربي و الرصيف الشمالي .
الرصيف الشرقي مخصص لأعمال التصدير و الاستيراد لشركة بيرواجا للحديد و الصلب ( Perwaja Steel) .
الرصيف مصمم لاستيراد الحديد الخام و الخردة و تصدير منتج وسيط هو (DRI) أو ما يعرف بحديد إسفنجي، بالإضافة إلى منتجات الحديد الأخرى من قضبان و صفائح و كتل .
أما الرصيف الغربي فتم إنشاؤه عام 2000 م للأعمال المرتبطة بشركة غوناوان للحديد و الصلب ، حيث يتم استخدام الرصيف الغربي في استيراد لوازم الصهر و صناعة السبائك اللازمة لعمل فرن الصهر العالي أو مايعرف بفرن لافح، و يستخدم الرصيف لتصدير منتجات الشركة من السبائك المختلفة .
يوجد على هذا الرصيف رافعتين ضخمتين لتفريغ السفن .
الرصيف الشمالي هو رصيف متعدد الإستخدامات و يبلغ طوله 550 متراً و عمق الغاطس فيه 15 م .
الميناء يستطيع استقبال سفن حتى وزن 70 ألف طن و يوجد خطط لتعميق الغاطس ليصل إلى 19 م .
تم تصميم الميناء و الإشراف على إنشائه بواسطة شركة سوراماس (Suramas) للإستشارات الهندسية .
يحتوي ميناء كيمامان على محطة لتصدير غاز البترول المسال و تديرها شركة بتروناس ، شركة النفط الوطنية الماليزية .

## الطبيعة الجغرافية للمنطقة
المنطقة الساحلية التي يوجد بها الميناء عبارة عن أرض منخفضة مسطحة . تمتد هذه المنطقة حوالي 38 كيلومترًا من كوالا كيمامان إلى كيرتيه و يتركز أكثر من نصف سكان منطقة كيمامان في هذه المنطقة.

## تاريخ المنطقة
وفقًا للتاريخ المبكر، بدأت الدلائل على استيطان منطقة كيمامان منذ القرن الثاني قبل الميلاد باسم كوله (Kole) ، و ذلك بالاستناد
إلى خريطة شبه جزيرة الملايو التي رسمها بطليموس و قد أشار فيها إلى وجود مينائين في الساحل الشرقي للمنطقة، بريمولا وكول.
اتفق المؤرخون على أن بريمولا كانت عند مصب نهر ترغكانو، عند مدينة كوالا ترغكانو الحالية وأن كول كان عند ميناء كيمامان.